# Neoserixia delicata
Neoserixia delicata är en skalbaggsart som först beskrevs av Masaki Matsushita 1933.  Neoserixia delicata ingår i släktet Neoserixia och familjen långhorningar.
Artens utbredningsområde är Taiwan. Inga underarter finns listade i Catalogue of Life.